# 33 Export
"33" Export is een pils met een alcoholpercentage van 4,8%.
"33" Export wordt in Frankrijk en in verschillende Afrikaanse landen geproduceerd door Heineken. De naam verwijst naar de inhoud in centiliters van de flesjes of blikjes waarin het bier wordt geëxporteerd.
In Frankrijk is dit bier ook te koop in flesjes van 0,25 liter met een alcoholpercentage van 4,5%.

## Varianten
- Bière blonde
- Bière de luxe